# 倪朝宾
倪朝宾（1563年—1629年），字翼元，号初源，浙江萧山县桃源梅里（今属临浦镇）人，明朝政治人物。

## 生平
萬曆二十二年甲午科浙江鄉試舉人，二十六年（1598年）戊戌科进士。大理寺觀政，官刑部湖广清吏司主事，三十年丁憂歸。三十三年复除原职，三十四年恤刑廣東，三十六年升员外郎、郎中。万历三十七年（1609年）接替薛藩任福建延平府知府一职。大兴學宫，经常延请师儒论学。四十一年三月升四川威茂道副使，以平寇功，四十四年三月遷陕西苑馬寺卿，四十八年升本省参政，天啓二年（1622年）升陕西按察使，三年三月改湖廣按察使。天启五年（1625年），廷議轉布政使，為政敵所排挤，以考察罷官歸。頗好黄老家言，以寿卒于家，入祀乡贤祠。著有《桃源初集》。

## 引用
1. ↑  《萬曆二十六年戊戌科進士履歷》：倪朝宾，初源，書四房，己巳十月初四日生。肖山人，甲午三十七，会百十六，二甲三十三。大理寺政，授刑部主事，壬寅丁憂，乙巳补职，丙午广东恤刑，戊申升员外，本年升延平知府，癸丑升四川副使，丙辰升苑马寺卿，庚申升本省参政，壬戌升本省按察，癸亥改湖广按察使，乙丑考察。曾祖茂春，庠生。祖大经。父鸣皋。
2. ↑  万历四十一年三月，升归德府知府郑三俊、冯劳谦、阎溥、倪朝宾、黄体仁、郭维祯、乔进璠等俱为副使；三俊福建；体仁山东；溥、劳谦、朝宾四川；维祯、进璠并陕西。
3. ↑  万历四十四年三月，升廣西副使倪朝賓為陕西苑馬寺卿。
4. ↑  天启三年三月，复除原任陕西按察使倪朝宾为湖广按察使。
5. ↑  天启五年正月甲子，吏部等衙门会同考察天下方面有司等官，分别应去应处，开具职名：贪为四川按察司副使侯国等；不谨为陕西按察使倪朝宾等；罢软无为为汉中府知府张土□□等；老疾为湖广按察使程寰等；才力不及为江西左布政使林欲栋等；浮躁浅露为湖广左布政使李叔元等。得旨：革职、闲住、致仕、降调如例。